# Haus der Sprache und Literatur

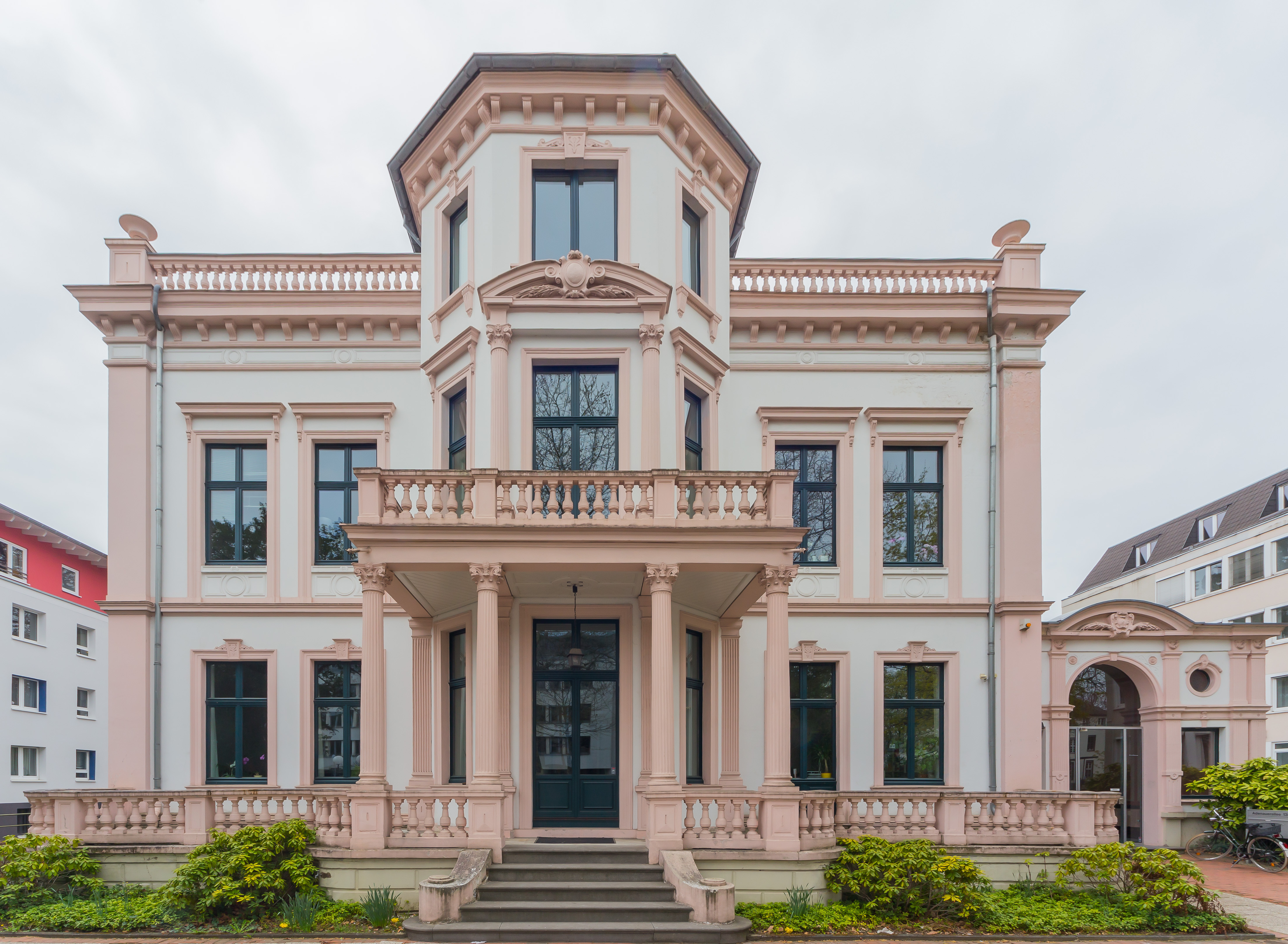
Haus der Sprache und Literatur, Adenauerallee 136 (2013)

Das Haus der Sprache und Literatur in Bonn war eine Einrichtung zur Förderung und Präsentation von Literatur und literarischer Kunst vor allem in politischen Kontexten. Es befand sich bis Januar 2008 in der Lennéstraße 46 im Stadtzentrum. Danach zog das Haus in die Villa Adenauerallee 136 im Ortsteil Gronau (am Rande der Südstadt).  

## Geschichte
Geleitet wurde das Haus seit seiner Gründung 1994 bis zu ihrem Tod im Oktober 2009 von der freien Autorin und Journalistin Karin Hempel-Soos. Sie war Leiterin des Trägervereins „Haus der Sprache und Literatur e.V.“, der auch außerhalb des Hauses selbst Lesungen veranstaltet. Nach ihrem Tod gründeten sich verschiedene Gruppen aus Bonner Literatur- und Kulturschaffenden, unter anderem im sozialen Netzwerk Facebook, die sich für eine Erhaltung und Fortführung des Hauses aussprachen.
Im Haus der Sprache und Literatur fanden in unregelmäßigen Abständen Lesungen bekannter und weniger bekannter Autoren, Veranstaltungsreihen und Themenabende statt. Unter anderem waren Cees Nooteboom, Dieter Kühn, Jurij Andruchowytsch, Andrzej Stasiuk, Erasmus Schöfer, Eckhard Henscheid, Wolfgang Kubin, Jacques Berndorf, Jaume Cabré, Katharina Hacker, Senta Berger und Rafael Chirbes zu Besuch.

## Gebäude
Die Villa an der Westseite der Adenauerallee (Bundesstraße 9) wurde 1871 nach Plänen des Bauunternehmers Johann Achenbach errichtet. Seit dem 22. Juli 1957 war sie Sitz der Hauptgeschäftsstelle des zuvor in Siegburg ansässigen Deutschen Landkreistags, der das Anwesen 1961 auch erwarb. Im Zuge der Verlegung des Parlaments- und Regierungssitzes zog der Landkreistag im Februar 2000 nach Berlin um. Seitdem beherbergen die Büroräume der Villa verschiedene Privatunternehmen, 2008 richtete sich hier auch das Haus der Sprache und Literatur ein. Die Villa steht als Baudenkmal unter Denkmalschutz.